# Забарине (Скадовський район)
Заба́рине — село в Україні, у Чулаківській сільській громаді Скадовського району Херсонської області. Населення становить 104 осіб. 24 лютого 2022 року село тимчасово окуповане російськими військами під час російсько-української війни.

## Населення
Згідно з переписом УРСР 1989 року чисельність наявного населення села становила 70 осіб, з яких 31 чоловік та 39 жінок.
За переписом населення України 2001 року в селі мешкали 104 особи.

### Мова
Розподіл населення за рідною мовою за даними перепису 2001 року:
| Мова       | Відсоток |
| ---------- | -------- |
| українська | 93,27 %  |
| російська  | 6,73 %   |